# Мёрфи, Оди
Оди Леон Мёрфи (англ. Audie Leon Murphy; 20 июня 1925, Kingston, Техас — 28 мая 1971, Роанок, Виргиния) — американский военный и киноактёр, участник Второй мировой войны, американский военнослужащий, удостоенный наибольшего количества наград за личное мужество. За действия во время войны награждён многими боевыми наградами США, включая высшую награду за воинскую доблесть — Медаль почёта, а также иностранными орденами, в том числе французским Орденом почётного легиона. После войны начал карьеру киноактёра и за два десятилетия снялся в 44 фильмах, главным образом в вестернах, также снялся в роли самого себя в фильме «В ад и обратно», поставленном по одноимённой автобиографической книге.

## Семья и ранние годы
Оди Мёрфи родился в бедной семье крестьян-арендаторов в Техасе, шестым из двенадцати братьев и сестёр. В 1939 году, когда его отец ушёл из семьи, Оди был вынужден оставить школу, окончив лишь пять классов, чтобы помогать матери. Он работал сборщиком хлопка за доллар в день и промышлял охотой, чтобы добыть пропитание. Благодаря охоте он научился метко стрелять.

## Вторая мировая война
После того как США вступили в войну, он, приписав себе год, попытался завербоваться в морскую пехоту, но не прошёл из-за слишком маленького роста — 165 см, и смог поступить на службу в армию США только 18 июня 1942 года, накануне совершеннолетия. После окончания тренировочного курса для новобранцев в начале 1943 года он был отправлен в составе пехотного полка в Касабланку.
Впервые принял участие в боевых действиях в июне, в ходе Сицилийской операции, в сентябре его полк высадился в Италии на побережье у города Салерно. За храбрость, проявленную в бою с немецким патрулём, Мёрфи был произведён в чин сержанта. В ходе боёв в Италии отличился и был награждён ещё несколько раз, закончил кампанию в звании штаб-сержанта.
В августе 1944 года полк Мёрфи принял участие в высадке союзников в Южной Франции. В одном из первых боёв во Франции он захватил пулемётное гнездо противника и с помощью трофейного пулемёта уничтожил несколько огневых точек немцев, этот подвиг был отмечен крестом «За выдающиеся заслуги» — второй по значимости военной наградой армии США.
В течение следующих двух недель он был дважды награждён за храбрость медалью Серебряная звезда, a 14 октября 1944 года был произведён в офицеры, получив звание второго лейтенанта и должность командира взвода. Через 12 дней после этого он получил пулевое ранение в бедро и был отправлен с передовой в госпиталь. Наступавшие американские войска несли большие потери, и продвижение по служебной лестнице шло быстро; не оправившись окончательно от ранения он вернулся в свою часть. 25 января 1945 года был назначен командиром роты и в тот же день снова был ранен, на этот раз осколками артиллерийской мины, но остался в строю.
На следующий день его роте был поручен захват городка Хольцвир. В ходе ожесточённого боя рота понесла тяжёлые потери, и в строю остались лишь 19 человек из 128. Мёрфи приказал оставшимся солдатам отступать к ближайшему лесу, а сам остался на ротном КП, отстреливаясь из карабина и корректируя огонь артиллерии по телефону. Когда у него кончились патроны, он с полевым телефоном перебрался в стоявшую неподалёку подбитую и горящую САУ М10 и продолжил отстреливаться из установленного на башне пулемёта M2. Он был легко ранен ещё раз, в ногу, но оставил позицию только когда осколок немецкого снаряда перебил телефонную линию. После этого он собрал остатки роты, организовал контратаку и сумел выбить немцев из города. В ходе боя Мёрфи лично убил или ранил около 50 солдат противника. За проявленный героизм он был удостоен высшей военной награды США — Медали почёта. После награждения он был отозван с передовой и продолжал службу на представительских должностях в тылу.

## Карьера в кино
В 1945 году известный актёр Джеймс Кэгни, увидев фотографию Мёрфи на обложке журнала «Лайф», посоветовал ему попробовать свои силы в кино, и в сентябре Мёрфи переезжает в Голливуд. Несмотря на военную славу, карьера не имевшего никакого актёрского образования и опыта Мёрфи начиналась тяжело, за первые три года ему удалось получить лишь пару эпизодических ролей, и ему с трудом удавалось сводить концы с концами. Первую главную роль он получил только в 1948 году, в фильме «Плохой парень». Игра Мёрфи получила позитивные отзывы критиков, и ему удалось заключить семилетний контракт с Universal Studios. В первом фильме, снятом для Universal — вестерне «Кид из Техаса», он исполнил главную роль Билли Кидa. Фильм оказался успешным в прокате, и в дальнейшем он снимался в основном в картинах этого жанра.
В 1949 году вышла в свет его автобиография «В ад и обратно» (англ. To Hell and Back), литературным обработчиком был его друг, профессиональный писатель Давид Макклюр. Книга стала бестселлером и была экранизирована в 1955 году, в одноимённом фильме Мёрфи исполнил самого себя в главной роли. Так же как и книга, фильм оказался весьма успешным и это дало возможность Мёрфи сниматься вместе со звёздами Голливуда, и выйти за рамки вестернов, получить несколько драматических и комедийных ролей. Он снялся в таких фильмах как «Тихий американец» и «Непрощённая» и в ряде других.
Шестидесятые годы были гораздо менее успешными, он продолжал сниматься, но большинство его ролей было во второразрядных вестернах. Единственным фильмом в другом жанре стала израильская картина «Операция Каир», которую сам Мёрфи назвал «худшей пародией на бондиану».
Помимо карьеры в кино Мёрфи сочинял музыку в стиле кантри, в свет вышло 17 песен его сочинения, большинство — в соавторстве со Скоттом Тернером.

## Личная жизнь
С февраля 1949 года по апрель 1950 года Мёрфи был женат на актрисе Ванде Хендрикс.

## Гибель
Оди Мёрфи погиб в авиакатастрофе 28 мая 1971 года, когда частный самолёт, на котором он летел в качестве пассажира, врезался в условиях нулевой видимости в гору неподалёку от города Роанок, штат Виргиния. Похоронен с воинскими почестями на Арлингтонском кладбище.

## Память
Оди Мёрфи посвящена песня шведской хеви-метал-группы Sabaton — To Hell and Back из альбома «Heroes».